# Дуун, Улав
У́лав Ду́ун (норв. Olav Duun; 21 ноября 1876, Фуснес, остров Йёа, Нур-Трёнделаг — 13 сентября 1939, Тёнсберг) — норвежский писатель. Один из крупнейших норвежских писателей первой половины XX века. Несколько раз был номинирован на Нобелевскую премию по литературе.
Посещал школу в Трённелаге, с 26 лет изучал педагогику, с 1904 года преподавал в небольшом городе Холместранн недалеко от Осло. В 1927 году отошёл от преподавательской деятельности, целиком посвятив себя литературе.
Свои произведения писал на лансмоле (нюнорске). Его книги насыщены местными диалектами, лексикой крестьян, рыбаков, фермеров, народным юмором, характеры героев выписаны с большим знанием местного колорита.
Автор психологических романов «Марьяна» (1908), «Три друга» (1914), «Харальд» (1915), «Чистая совесть» (1916).
В шеститомном цикле романов «Жители Ювика» (1918—1923) описал историю четырёх поколений одного крестьянского рода из Трённелага с 1814 по 1920 год, которая созвучна истории всей страны. В цикл входят романы: «Juvikingar» (1918, «Впадина волн»), «I blinda» (1919, «Слепой»), «Storbrylloppe» (1920, «Большая свадьба»), «I eventyre» (1921, «В сказочной стране»), «I ungdommen» (1921, «В юности»), «I stormen» (1923, «Шторм»).
Продолжение цикла — серия из трёх романов, написанных в 1929—1933 годах: «Medmenneske» (1929, «Ближний»), «Ragnhild» (1931, «Рагнхилль»), «Siste leveåre» (1933; «Последний год жизни»).